# Re-Invention World Tour
Re-Invention World Tour je šesta koncertna turneja američke pjevačice Madonne u svrhu promocije njenog devetog studijskog albuma American Life. Turneja je posjetila 20 gradova Sjeverne Amerike i Europe, s rasprodanim 55 od 56 koncerata i s više od 900,000 gledatelja.
Nadahnuće za ovu turneju je Madonna pronašla u projektu X-STaTIC PRo=CeSS, čije su slike korištene na samim koncertima. Koncert je bio podjeljen u 5 segmenata: Francuski barok-preporod Marije Antoanete, vojni, cirkus-kabare, akustična glazba i škotska glazba. Kostime je dizajnirao Arianne Phillips na temelju koncepta re-izuma (re-invention). Uvodni segemnt je plesni segment, vojni segment prikazuje tematiku rata, treći segment je dio s pjesmama lakih nota, sljedeći dio je melankoličan a zadnji škotski dio je pun energije i plesa. Turneja je primila pozitivne recenzije kritičara. Zapamćena je izjava Elton Johna kojom je optužio Madonnu da ne pjeva uživo. Madonnina glasnogovrnica je to opovrgnula, a John se ispričao.
Re-Invention Tour je bila i komercijalno uspješna. Karte su bile rasprodavane odmah čime bi se najavio koncert, te su organizatori dodavali još koncerata. Po završetku, turneja je proglašena najunosnijom turnejom 2004. godine sa zaradom od 125 milijuna $ s 56 koncerata i 900.000 ljudi. Turneja je osvojila i naslov najbolje turneje 2004. prema časopisu Billboard. Turneja je snimljena i izdana u obliku dokumentarnog filma I'm Going to Tell You a Secret. Uz film su bili izdani i CD+DVD.

## Nadahnuće i ime turneje
The Re-Invention Tour je Madonnina šesta koncertan turneja u svrhu promocije devetog studijskog albuma American Life. Madonna je 2003. godine surađivala s Steven Kleinom na umjetničkom projektu X-STaTIC PRo=CeSS, na kojemu su pokušali prikazati Madonnu u različitim inkarnacijama njenih spritualnih vježbi. Projekt je doživio veliki uspjeh širom svijeta s više postavljanja izložbe u New Yorku, Londonu, Parizu, Dusseldorfu, Berlinu i Firenci. Tu je Madonna i pronašla svoju inspiraciju za turneju te je odlučila uključiti slike na tada još neisplaniranoj turneji.
Glavna namjera ove turneje je bila transormirati njene stare hitove i pokazati svoju vlastitu transformaciju. Turneja se prvo trebala zvati Whore of Babylon World Tour. Ideja je bila prikazati Madonnu kao istoimeni lik ("Zvijer") iz Knjige Otkrivenja. Kasnije s odustalo od toga zbog opasnosti od prevelike kritike i uzeo se naziv Re-Invention Tour kao jedno od Madonninih glavnih obilježja tijekom cijele karijere.

## Nastanak
Tijekom proba, odlučeno je da će prve pjesme koncerta biti "I'm So Stupid" sa zadnjeg albuma, "Dress You Up" (1985.) i "Material Girl" (1985.), ali su pjessme "I'm So Stupid" i "Dress You Up" izbačene s popisa. S prvotnog popisa je isključeno još mnogo pjesama poput: "Love Profusion"  Headcleaner Mix (2004.), "Swim" s albuma Ray of Light, "Live to Tell" (1986.) i "Take a Bow" (1994.). Pjesmu "Nobody Knows Me" je planirala izvesti u obradi Petera Rauhofera. Za prvu pjesmu je odlučeno da će to biti "Vogue" (1990.) sve dok Madonna nije odlučila da će to ipak biti "The Beast Within". Za završnu pjesmu je odabrala "Holiday" (1984.) umjesto "Die Another Day" (2002.). Pjesma "Don't Tell Me" (2001.) je isprobavana u dvije verzije - francuskoj verziji za američki dio turneje i Pariz, te u obradi s pjesmom "Bitter Sweet Symphony" za ostale koncerte turneje. Dvije nove pjesme su također ušle u obzir, "Devil Wouldn't Recognize You" i "I Love New York", a druga je i uvrštena kao bonus pjesma na CD-u I'm Going to Tell You a Secret (2005.) te kao dance verzija se našla na sljedećem studijskom albumu Confessions on a Dance Floor (2005.). "Devil Wouldn't Recognize You" je uvrštena na jedanaesti studijski album Hard Candy (2008.). Madonna je na koncertima mislila pjevati i veliki hit "Ray of Light", ali ju je odlučila izbaciti s konačnog popisa jer bi pjevanje pjesme na početku koncerta istrošilo njezin glas. Na kraju su se 24 pjesme našle kao konačni službeni popis pjesama za ovu turneju.
Kostime je izradila dizajnerica Arianne Phillips koja je izjavila da je kreiranje kostima jedan od najvažnijih dijelova pripreme koncerta jer se cijeli koncert svodi na Madonninu transformaciju. Madonna se pet puta presvlačila za vrijeme koncerta. Maijce je dizajnirao Jean-Paul Gaultier a cipele su bile marke "Miu Miu". Kostim s početka koncerta je dizajnirao Christian Lacroix s inspiracijom u francuskom baroku. Za vojni segment koncerta se pobrinula Phillips i svodi se na album kojeg promvira. Treći dio koncerta se odlikuje manje izraženom odjećom a keirala ih je Stella McCartney. Za četvrti segment je inspiracija bila u karnevalima a potpis na odjeći je bio Chanelov. U zadnjem segmentu je prikazana tradicionalna škotska odjeća.

## Konačna postava koncerta
Glavna tema koncerta je bila jedinstvo protiv nasilja. Podjeljen je u pet različitih tema tj. segemnata: Francuski barok-preporod Marije Antoanete, Vojska, Cirkus-Kabare, Akustična glazba i Škotska glazba. Koncert započinje s "The Beast Within", recitacijom teksta iz Knjige Otkrivenja a u pozadini se pojavljuje slike Madonne s X-STaTIC PRo=CeSS. Kada recitacija završi, pojavljuje se Madonna na podižućoj pozornici u joga pozama i izvodi "Vogue". Slijedi energična izvedba "Nobody Knows Me" a zatim izvedba "Frozen". Vojni segment započinje zvukovima helikoptera u pozadini a na pozornicu izlaze plesači odjeveni kao vojnici. Madonna se također pojavljuje u vojničkoj odori i pjeva "American Life" dok se u pozadini vrte slike strahota iz rata. Za vrijeme ove izvedbe se nad publiku spušta pozornica u obliku slova V što omogućava Madonni i njezinim plesačima da dođu do polovice dvorane. U istom tonu nastavlja s "Express Yourself". Zatim Madonna uzima gitaru te slijede rock verzije pjesama "Burning Up" i "Material Girl". Prije odlaska s pozornice Madonna viče publici "Zaustavite sve ratove". Slijedi obrada njezine pjesme "Hollywood" kao interludij i prijelaz u sljedeći segment.
Nakon inerludija slijedi kabare obrada pjesme "Hanky Panky" te time započinje sement cirkusa. "Deeper and Deeper" izvodi u jazz verziji s dvije plesačice. Slijedi "Die Another Day" s koreografijom sličnom tangu. Zatim pjeva pjesmu iz filam Evita "Lament". Slijedi interludij za koji je korištena obrada pjesme "Bedtime Story". 
Akustični segment započinje izvedbom "Nothing Fails" a sama Madonna svira gitaru. Zatim izvodi pjesmu "Don't Tell Me" s koreografijom vrl sličnoj onoj iz spota za istu pjesmu. Pjeva "Like a Prayer" s hebrjskim znakovima u pozadini, dok se katolički znakovi prikazuju za vrijeme sljedeće kombinirane izvedbe "Mother and Father/Intervention". kao sljedeću pjesmu pjeva obradu velikog hita John Lennona "Imagine" s prikazima djece iz rata, bobardiranih sela u pozadini. U jednom trenutku se prikazuje George W. Busha kako sa zaljubljenim pogledom prislanja glavu na rame Saddam Husseina i izgledaju kao da čekaju dozvolu za brak.
Zadnji segment počinje sa sviračima škotskih gajdi obučeni u kiltove. Madonna se također pojavljuje u jednakom stilu i izvodi "Into the Groove", dok se u pozadini čuje obrada koju je Madonna napravila s Missy Elliott. Slijedi "Papa Don't Preach" i "Crazy for You" za vrijeme čijih je nastupa nosila majicu s natpisom "Kabbalists Do It Better" (Kabalisti to rade bolje). Na nekim koncertima je nosila druge natpise poput "Midwesterners Do It Better", "Italians Do It Better" i "Brits Do It Better". Pretposljednja pjesma je "Music", a završna pjesma je "Holiday". Koncert završava tako što padaju konfeti po publici a na velikom ekranu stoji natpis "Reinvent yourself".

## Uspjeh turneje
Turneja je primila jako dobre komentare kritičara. Ponajviše se isticala usporedba s prošlom turnejom, Drowned World Tour iz 2001. koju su ocijenili kao izrazito mračnu i bez starih Madonninih hitova. Za ovu turneju su govorili upravo suprotno, da je puna svjetla i da se sama Madonna puno bolje zabavljala. Naglasili su i izvrsno uklapanje starih i novih hitova.
U komercijalnom smislu, turneja je također bila uspješna. Karte su se prvo počele prodavati članovima Madonninog Icon kluba na njenoj službenoj web stranici. Nakon toga je prodaja počela u cijelom svijetu. Za Sjevernu Ameriku su bili predviđeni koncerti za 12 većih tržišta, te London i Pariz. Ali velika prodaja karata je natjerala Madonnu, Madonninog menadžera te Live Nation za organiziranjem dodatnih ne predviđenih koncerata. U prvih 5 dana turneja je bila rasprodana u gradovima poput Los Angelesa, Las Vegasa, New Yorka, Bostona, Chicaga, Toronta, Philadelphiae i Miamia. Bile su rasprodane sve karte pa čak i one od 700$ po osobi. Malo nakon početka turneje bilo je objavljeno da je turneja zaradila 44.9 milijuna $ od 258.000 karata čime je prosječna karta koštala 174.17$. Prosječna zarada od koncerta je bila 6.414 milijuna $. Prije kraja turneje, časopis Billboard je prdvidio zaradu od 120 milijuna $ što ju je činilo najunosnijom turnejom 2004. godine. To je kasnije i potvrdio časopis People uz ispravku za zaradu od 125 milijuna $. Iako se činilo da bi Princeova Musicology Tour mogla biti najunosnija turneja 2004. godine, Billboardov Boxscore je objavio da je Madonnina Re-Invention Tour s rasprodanih 55 od 56 koncerta zaradila 125 milijuna $ te bila najuspješnija turneja te godine. Iste godine je turneja primila i Billboardovu nagradu za "najbolju turneju", a Madonnin menadžer Caresse Henry je primio nagradu za najboljeg menadžera.

## O turneji
Turneja je snimljena u obliku dvosatnog dokumentarnog filma I'm Going to Tell You a Secret, koji uključuje snimljene dijelove koncerta, prizore iza pozornice te Madonninu obitelj. DVD je izdan 20. lipnja 2006 s bonus CD-om na kojem su se nalazile odabrane pjesme s turneje.
Koncert je podjeljen u sljedeće dijelove:
- French Baroque/Marie Antionette Revival

- Military/Army

- Circus

- Acoustic

- Scottish

## Popis pjesama
1. "The Beast Within" (video uvod)
2. "Vogue"
3. "Nobody Knows Me"
4. "Frozen"
5. "American Life"
6. "Express Yourself"
7. "Burning Up"
8. "Material Girl"
9. "Hollywood" (Remix) (interludij)
10. "Hanky Panky"
11. "Deeper and Deeper"
12. "Die Another Day"
13. "Lament"
14. "Bedtime Story" (Remix) (interludij)
15. "Nothing Fails"
16. "Don't Tell Me"
17. "Like a Prayer"
18. "Mother and Father"
19. "Imagine"
20. "Into the Groove"
21. "Papa Don't Preach"
22. "Crazy for You"
23. "Music" (s elementima "Into the Groove")
24. "Holiday"

## Datumi koncerata
| Sjeverna Amerika   |                 |            |                                  |
| 24. svibnja 2004.  | Los Angeles     | SAD        | The Forum                        |
| 26. svibnja 2004.  | Los Angeles     | SAD        | The Forum                        |
| 27. svibnja 2004.  | Los Angeles     | SAD        | The Forum                        |
| 29. svibnja 2004.  | Las Vegas       | SAD        | MGM Grand Garden Arena           |
| 30. svibnja 2004.  | Las Vegas       | SAD        | MGM Grand Garden Arena           |
| 2. lipnja 2004.    | Anaheim         | SAD        | Arrowhead Pond of Anaheim        |
| 3. lipnja 2004.    | Anaheim         | SAD        | Arrowhead Pond of Anaheim        |
| 6. lipnja 2004.    | San Jose        | SAD        | HP Pavilion at San Jose          |
| 8. svibnja 2004.   | San Jose        | SAD        | HP Pavilion at San Jose          |
| 9. svibnja 2004.   | San Jose        | SAD        | HP Pavilion at San Jose          |
| 13. lipnja 2004.   | Washington D.C. | SAD        | MCI Center                       |
| 14. lipnja 2004.   | Washington D.C. | SAD        | MCI Center                       |
| 16. lipnja 2004.   | New York        | SAD        | Madison Square Garden            |
| 17. lipnja 2004.   | New York        | SAD        | Madison Square Garden            |
| 20. lipnja 2004.   | New York        | SAD        | Madison Square Garden            |
| 21. lipnja 2004.   | New York        | SAD        | Madison Square Garden            |
| 23. lipnja 2004.   | New York        | SAD        | Madison Square Garden            |
| 24. lipnja 2004.   | New York        | SAD        | Madison Square Garden            |
| 27. lipnja 2004.   | Worcester       | SAD        | Worcester's Centrum Centre       |
| 28. lipnja 2004.   | Worcester       | SAD        | Worcester's Centrum Centre       |
| 30. lipnja 2004.   | Worcester       | SAD        | Worcester's Centrum Centre       |
| 1. srpnja 2004.    | Worcester       | SAD        | Worcester's Centrum Centre       |
| 4. srpnja 2004.    | Philadelphia    | SAD        | Wachovia Center                  |
| 5. srpnja 2004.    | Philadelphia    | SAD        | Wachovia Center                  |
| 7. srpnja 2004.    | East Rutherford | SAD        | Izod Center                      |
| 8. srpnja 2004.    | East Rutherford | SAD        | Izod Center                      |
| 11. srpnja 2004.   | Chicago         | SAD        | United Center                    |
| 12. srpnja 2004.   | Chicago         | SAD        | United Center                    |
| 14. srpnja 2004.   | Chicago         | SAD        | United Center                    |
| 15. srpnja 2004.   | Chicago         | SAD        | United Center                    |
| 18. srpnja 2004.   | Toronto         | Kanada     | Air Canada Centre                |
| 19. srpnja 2004.   | Toronto         | Kanada     | Air Canada Centre                |
| 21. srpnja 2004.   | Toronto         | Kanada     | Air Canada Centre                |
| 24. srpnja 2004.   | Atlanta         | SAD        | Philips Arena                    |
| 25. srpnja 2004.   | Atlanta         | SAD        | Philips Arena                    |
| 28. srpnja 2004.   | Fort Lauderdale | SAD        | Office Depot Center              |
| 29. srpnja 2004.   | Fort Lauderdale | SAD        | Office Depot Center              |
| 1. kolovoza 2004.  | Miami           | SAD        | American Airlines Arena          |
| 2. kolovoza 2004.  | Miami           | SAD        | American Airlines Arena          |
| Europa             |                 |            |                                  |
| 14. kolovoza 2004. | Manchester      | Engleska   | Manchester Evening News Arena    |
| 15. kolovoza 2004. | Manchester      | Engleska   | Manchester Evening News Arena    |
| 18. kolovoza 2004. | London          | Engleska   | Earls Court                      |
| 19. kolovoza 2004. | London          | Engleska   | Earls Court                      |
| 22. kolovoza 2004. | London          | Engleska   | Wembley Arena                    |
| 23. kolovoza 2004. | London          | Engleska   | Wembley Arena                    |
| 25. kolovoza 2004. | London          | Engleska   | Wembley Arena                    |
| 26. kolovoza 2004. | London          | Engleska   | Wembley Arena                    |
| 29. kolovoza 2004. | Dublin          | Irska      | Slane Castle                     |
| 1. rujna 2004.     | Pariz           | Francuska  | Palais omnisports de Paris-Bercy |
| 2. rujna 2004.     | Pariz           | Francuska  | Palais omnisports de Paris-Bercy |
| 4. rujna 2004.     | Pariz           | Francuska  | Palais omnisports de Paris-Bercy |
| 5. rujna 2004.     | Pariz           | Francuska  | Palais omnisports de Paris-Bercy |
| 8. rujna 2004.     | Arnhem          | Nizozemska | Gelredome                        |
| 9. rujna 2004.     | Arnhem          | Nizozemska | Gelredome                        |
| 13. rujna 2004.    | Lisabon         | Portugal   | Pavilhão Atlântico               |
| 14. rujna 2004.    | Lisabon         | Portugal   | Pavilhão Atlântico               |

### Prihod
| Mjesto                           | Grad            | Prodano karata          | Prihod       |
| -------------------------------- | --------------- | ----------------------- | ------------ |
| The Forum                        | Los Angeles     | 43,158 / 43,158 (100%)  | $6,965,055   |
| MGM Grand Garden Arena           | Las Vegas       | 28,341 / 28,341(100%)   | $7,005,548   |
| Arrowhead Pond                   | Anaheim         | 24,250 / 24,250 (100%)  | $4,164,450   |
| HP Pavilion at San Jose          | San Jose        | 40,205 / 40,205 (100%)  | $5,543,715   |
| MCI Center                       | Washington D.C. | 26,788 / 26,788 (100%)  | $3,486,684   |
| Madison Square Garden            | New York        | 88,625 / 88,625 (100%)  | $12,674,925  |
| Worcester's Centrum Centre       | Worcester       | 46,075 / 46,075 (100%)  | $6,439,890   |
| Wachovia Center                  | Philadelphia    | 30,575 / 30,575 (100%)  | $4,134,478   |
| Continental Arena                | East Rutherford | 29,315 / 29,315 (100%)  | $4,437,345   |
| United Center                    | Chicago         | 59,591 / 59,591 (100%)  | $7,894,105   |
| Air Canada Centre                | Toronto         | 52,160 / 52,160 (100%)  | $5,332,703   |
| Philips Arena                    | Atlanta         | 25,627 / 25,627 (100%)  | $3,450,874   |
| Office Depot Center              | Fort Lauderdale | 28,208 / 28,208 (100%)  | $3,834,522   |
| American Airlines Arena          | Miami           | 30,580 / 30,580 (100%)  | $4,145,760   |
| Manchester Evening News Arena    | Manchester      | 27,320 / 27,320 (100%)  | $5,136,114   |
| Earls Court                      | London          | 34,087 / 34,087 (100%)  | $6,356,207   |
| Wembley Arena                    | London          | 45,267 / 45,267 (100%)  | $9,809,717   |
| Slane Castle                     | Dublin          | 62,275 / 70,000 (90%)   | $6,575,339   |
| Palais omnisports de Paris-Bercy | Pariz           | 68,000 / 68,000 (100%)  | $7,357,529   |
| Gelredome                        | Arnhem          | 73,300 / 73,300(100%)   | $6,759,661   |
| Pavilhão Atlântico               | Lisabon         | 33,460 / 33,460 (100%)  | $3,286,166   |
|                                  | UKUPNO          | 896,787 / 904,512 (99%) | $124,790,787 |